# Immortale Dei

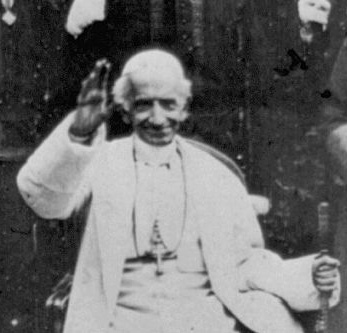
Papa Leão XIII

Immortale Dei, escrita em 1885, é uma das cinco encíclicas do Papa Leão XIII sobre as relações Igreja-Estado.

## Contexto
A encíclica Immortale Dei do Papa Leão XIII, Sobre a Constituição Cristã dos Estados (De Civitatum Constitutione Christiana), foi publicada em 1º de novembro de 1885, durante a época do Kulturkampf na Alemanha e a laicização das escolas na França. É uma reafirmação dos direitos eclesiásticos em que Leão deplorava o que via como uma tendência moderna de instalar na sociedade a supremacia do homem com exclusão de Deus. Ele acreditava que as teorias do contrato social eram perigosas, pois fomentavam o autoritarismo.
Segundo Michael L. Brock, a posição da Igreja sempre foi a de que existem duas ordens, a sobrenatural e a natural, que nesta última o corpo governante tem (ou é delegado) prioridade e na primeira a Igreja tem prioridade, e que os governos são instituições naturais que devem ser respeitadas. “Desprezar a autoridade legítima, de quem quer que seja investido, é ilícito, como rebelião contra a vontade divina, e quem resiste a isso, precipita-se deliberadamente para a destruição”, (...) porém, “Desejar a Igreja submeter-se ao poder civil no exercício do seu dever é uma grande loucura e uma absoluta injustiça. Quando assim for, a ordem é perturbada, porque o natural é colocado acima do sobrenatural...
É a Igreja, e não o Estado, que deve ser o guia do homem para o céu. ... É à Igreja que Deus atribuiu a incumbência de ... administrar livremente e sem impedimentos, de acordo com o seu próprio julgamento, todos os assuntos que sejam da sua competência.

## Conteúdo
Leão baseia sua filosofia de sociedade na teoria da lei natural de Tomás de Aquino. Leão havia promovido o estudo da filosofia escolástica em sua encíclica anterior Aeterni Patris em 1879.
 

Ele rejeita a afirmação de que a Igreja se opõe aos objetivos legítimos do governo civil. 
 O instinto natural do homem o move a viver em sociedade civil, pois ele não pode, morando separado, prover-se dos requisitos necessários da vida, nem procurar os meios para desenvolver suas faculdades mentais e morais. Portanto, é divinamente ordenado que ele deve levar sua vida, seja familiar, social ou civil, com seus semelhantes, entre os quais somente suas várias necessidades podem ser adequadamente supridas. Mas como nenhuma sociedade pode se manter unida a menos que alguém esteja acima de tudo, direcionando todos para se empenharem seriamente pelo bem comum, toda comunidade civilizada deve ter uma autoridade governante, e esta autoridade, não menos que a própria sociedade, tem sua origem na natureza e tem conseqüentemente Deus como seu autor. 
Portanto, toda autoridade, em última análise, deriva de Deus. Leão alienou tanto os monarquistas quanto os seguidores de Lamennais ao se recusar a especificar que forma de governo deveria assumir. 
"O direito de governar não está necessariamente vinculado a qualquer modo especial de governo. Pode assumir esta ou aquela forma, desde que seja de natureza a garantir o bem-estar geral. Mas qualquer que seja a natureza do governo, os governantes devem tenha sempre em mente que Deus é o governante supremo do mundo e deve colocá-Lo diante de si como seu exemplo e lei na administração do Estado".

"A natureza e a razão, que comandam cada indivíduo a adorar a Deus com devoção em santidade, porque pertencemos a Ele e devemos retornar a Ele, pois dEle viemos, vinculam também a comunidade civil por uma lei semelhante. ... Assim, também, é um pecado do Estado não se importar com a religião, como algo além de seu escopo, ou como de nenhum benefício prático ... Todos os que governam, portanto, devem ter em honra o santo nome de Deus, e um dos deveres de seus chefes deve ser favorecer a religião, protegê-la, protegê-la sob o crédito e a sanção das leis, e não organizar nem decretar quaisquer medidas que possam comprometer sua segurança".
Leão deixou bem claro que se opunha à liberdade de pensamento e à liberdade de imprensa: "Da mesma forma, a liberdade de pensar e de publicar o que cada um quiser, sem qualquer impedimento, não é em si uma vantagem sobre a qual a sociedade pode regozije-se sabiamente. Ao contrário, é a fonte e a origem de muitos males".

## Relação entre os dois poderes
O Todo-Poderoso, portanto, designou o cargo da raça humana entre dois poderes, o eclesiástico e o civil, um sendo colocado sobre o Divino e o outro sobre as coisas humanas. Cada um em sua espécie é supremo, cada um tem limites fixos dentro dos quais está contido, limites que são definidos pela natureza e pelo objeto especial da província de cada um, de modo que há, podemos dizer, uma órbita traçada dentro da qual a ação de cada um é colocado em jogo por seu próprio direito nativo. Mas na medida em que cada um desses dois poderes tem autoridade sobre os mesmos assuntos, e como pode acontecer que uma e a mesma coisa - relacionada de forma diferente, mas ainda permanecendo uma e a mesma coisa - pode pertencer à jurisdição e determinação de ambos, portanto, Deus, que prevê todas as coisas, e que é o autor desses dois poderes, marcou o curso de cada um em correlação correta com o outro. ... Se assim não fosse, muitas vezes surgiam contendas e conflitos deploráveis, e não raro os homens, como viajantes no encontro de duas estradas, hesitariam na ansiedade e na dúvida, sem saber que curso seguir. Dois poderes estariam comandando coisas contrárias, e seria uma negligência do dever desobedecer a qualquer um dos dois. 

 [...] Tudo o que deve ser enquadrado na ordem civil e política está, com razão, sujeito à autoridade civil. O próprio Jesus Cristo deu a ordem de que o que é de César deve ser entregue a César, e que o que pertence a Deus deve ser entregue a Deus. 
 Leão cita Agostinho: "Tu ensinas reis a cuidar dos interesses de seu povo e admoesta o povo a ser submisso a seus reis. ... Tu mostras que ... a caridade é devida a todos, e o mal a ninguém".

## Envolvimento em assuntos cívicos
Leão destaca que as ações podem estar relacionadas a assuntos privados e domésticos ou a assuntos públicos. Em relação ao primeiro, o primeiro dever é conformar a vida e a conduta aos preceitos do evangelho. Além disso, exorta os fiéis a participarem com prudência nos negócios públicos para o bem comum. Além disso, ele diz que é em geral "apropriado e salutar" que os católicos devam dar sua atenção à política nacional. Abdicar do campo permitiria àqueles cujos princípios oferecem apenas uma pequena garantia para o bem-estar do Estado, tomar mais prontamente as rédeas do governo.
No entanto, "é ilegal seguir uma linha de conduta na vida privada e outra na pública, respeitando privadamente a autoridade da Igreja, mas publicamente rejeitando-a; pois isso equivaleria a unir o bem e o mal e colocar o homem em conflito consigo mesmo; ao passo que ele deve sempre ser consistente, e nunca em nenhum ponto ou em qualquer condição de vida para se desviar da virtude cristã". católicos são advertidos, pelas próprias doutrinas que professam, a ser retos e fiéis no cumprimento do dever. 
Além disso, é dever de todos os católicos fazer uso das instituições populares, tanto quanto possa ser feito honestamente, para o avanço da verdade e da justiça.

## Resumo
De acordo com o ensino da Igreja Católica, os cidadãos são religiosamente obrigados a obedecer a seus governantes civis em todas as questões que pertencem à esfera do governo civil. Essa esfera compreende tudo o que pode contribuir para o bem-estar temporal de todo o corpo de cidadãos. Como a religião é um dever sagrado e sua prática contribui muito para o bem-estar dos cidadãos, o Estado não deve ser totalmente indiferente à religião. Ainda assim, o cuidado direto da religião não foi confiado ao Estado, mas à Igreja, que é independente do Estado. Portanto, existem limites definidos para o dever de lealdade civil. O Estado não é competente para fazer leis em matéria de religião, nem pode interferir com os direitos da Igreja. Se o Estado transgride os limites que lhe são atribuídos, o dever de obediência cessa: "Devemos obedecer a Deus antes que aos homens." Os católicos são guiados em questões de dever pelo ensino público e pela lei da Igreja Católica.